# البديري الحلاق
شهاب الدين أحمد بن بُدير، المعروف بـ«البُدَيْري الحلاّق» (توفي نحو 1175هـ) هو مؤرخ شعبي وحلاق ومتصوف من دمشق.

## حوادث دمشق اليومية
كانت عائلة البديري تمتهن الحلاقة وكانت تقطن ضاحية القبيبات في حي الميدان بدمشق. عمل البديري حلاقًا في محل صغير قرب قصر أسعد باشا العظم والي دمشق حينذاك. ومن طبيعة هذا العمل أنه يلتقي بالكثير من الناس ويسمع تداول أخبار المدينة وبدأ البديري بتسجيل هذه الأخبار والحكايات منذ سنة 1154هـ واستمر بتدوينه لإحدى وعشرين سنة، أي إلى عام 1175هـ (أي من سنة 1741  إلى سنة 1762م). كتب يومياته بما يقرب من العامية.
ظلت هذه المدونة ضائعة لفترة طويلة تناهز القرن ونصف القرن ولكنها وصلت بطريقة ما إلى مكتب الشيخ طاهر الجزائري. استعار الشيخ محمد القاسمي الكتاب من الشيخ الجزائري ومن ثم حققه ونشره بعنوان جديد: «تنقيح الشيخ محمد سعيد القاسمي لحوادث دمشق اليومية». في عام 1378هـ (الموافق 1959م) نشر أحمد عزت عبد الكريم طبعة جديدة للمدونة بعد دراسة النسخة الأصلية ونسخة القاسمي.